# Jacob Israël de Haan
Pour les articles homonymes, voir de Haan.
Jacob Israël de Haan (31 décembre 1881 - 30 juin 1924) est un écrivain et journaliste juif néerlandais, assassiné à Jérusalem par l’organisation sioniste Haganah en raison de ses activités politiques antisionistes, et ses contacts avec les dirigeants arabes. Il est vénéré comme un martyr par une petite partie de la communauté juive Haredi.

## Biographie

### Sa jeunesse
De Haan est né aux Pays-Bas à Smilde, un village de la province du nord Drenthe, et a grandi à Zaandam. Il a dix-sept frères et sœurs, et reçoit une éducation juive traditionnelle. Son père, Yitzchak HaLevi de Haan, est un pauvre hazzan et Shohet (abatteur rituel). Une de ses sœurs est plus connue sous son nom de femme mariée, Carry van Bruggen, et est devenue une autrice néerlandaise importante.
De Haan travaille comme professeur, et suit des cours de droit entre 1903 et 1909. Il écrit parallèlement dans des revues socialistes et dans divers autres magazines. Il se lie d'amitié avec Frederik van Eeden et Arnold Aletrino, les auteurs néerlandais du mouvement des Tachtigers (créé dans les années 1880).
En 1904, alors qu'il réside à Amsterdam, il écrit son roman très controversé Pijpelijntjes (Lignes de De Pijp), qui raconte de façon à peine voilée ses relations homosexuelles avec Aletrino dans le « Pijp » le district ouvrier d'Amsterdam. L'érotisme homosexuel du livre choque en ce début du XXe siècle; De Haan est démis de son poste d'enseignant et chassé des cercles politiques sociaux-démocrates. Aletrino et Johanna van Maarseveen, la fiancée de De Haan, achètent à eux deux la presque totalité de l'édition du livre afin d'essayer d'étouffer le scandale. Pendant un temps, il se réfugie en Belgique, alors plus libérale que le nord calviniste, et trouve un accueil chaleureux auprès du peintre Émile Claus à Astene et de Georges Eekhoud à Bruxelles.
En 1907, il se marie avec van Maarseveen, une doctoresse non juive, mais ce mariage semble n'avoir été que platonique ; ils se séparent en 1919 mais n'ont officiellement jamais divorcé. Un second roman controversé en 1908, Pathologieën (Pathologies) décrit les peines et les joies de relations sadomasochistes. Georges Eekhoud écrit la préface. Cependant, ce livre passe largement inaperçu, comme le sont ses sketchs en prose. De 1914 à 1921, il publie cinq volumes de poèmes qui lui apportent une certaine consécration. La véritable reconnaissance de son œuvre littéraire et scientifique ne se manifestera que longtemps après sa mort à partir des années 1950 du XXe siècle.

### Intérêt pour le judaïsme et départ pour Jérusalem

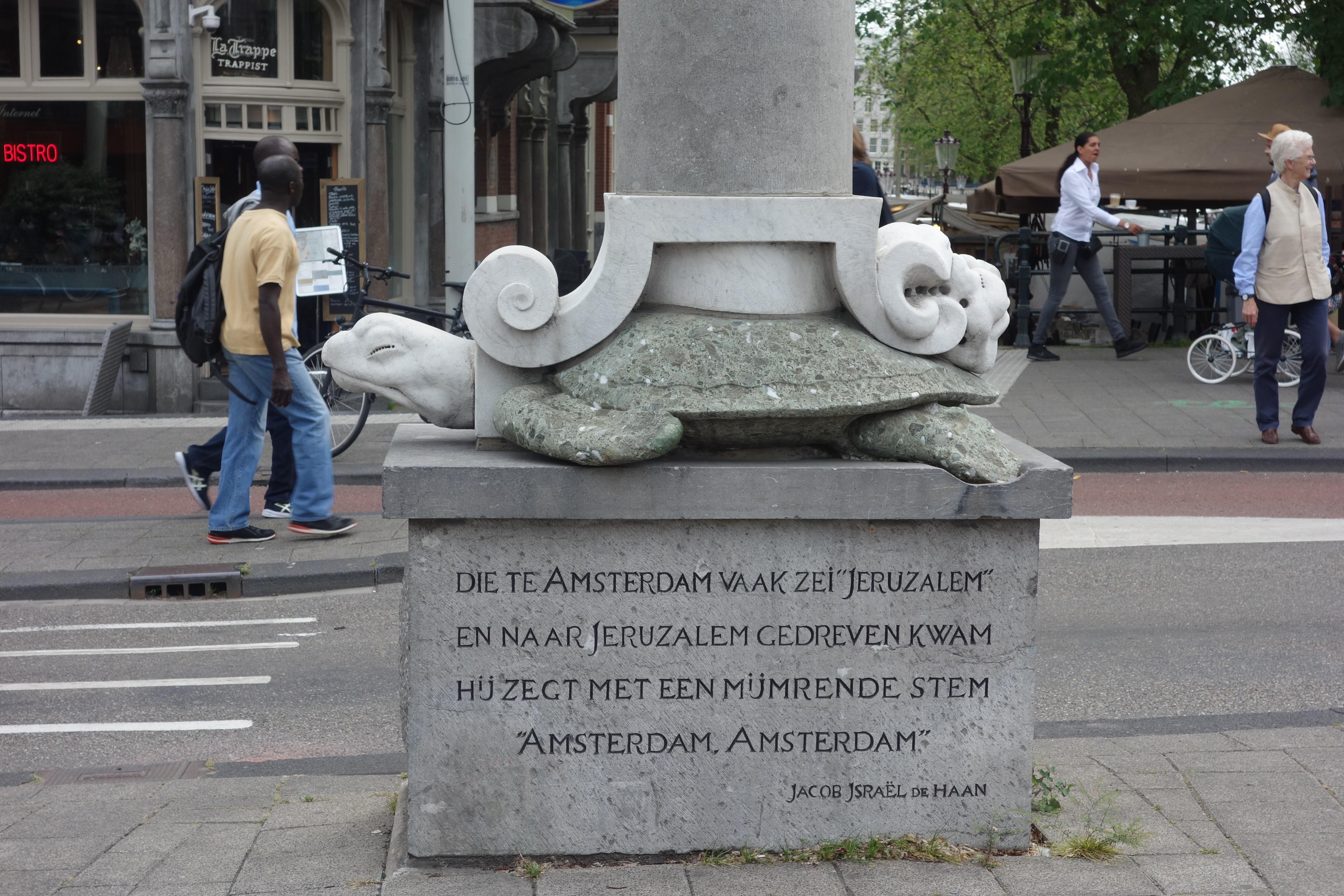
Poème de De Haan en Amsterdam

Vers 1910, de Haan développe un intérêt pour le judaïsme, la Terre d'Israël et le sionisme. Ceci semble être dû aux emprisonnements en masse de Juifs, en Russie tsariste, suspectés de bolchevisme, et son action pour obtenir leur libération. Selon des documents historiques, de Haan s'est rendu en Russie, en possession d'une lettre de la reine des Pays-Bas, et aurait été capable de négocier une certaine indulgence pour les Juifs. À son retour, il organise une pétition avec ses amis auteurs Frederik van Eeden et Henriette Roland Holst demandant au Royaume-Uni et à la France d'exercer une pression sur la Russie qui est alors leur alliée. En 1987, cette opération lui valut un hommage dans le magazine de la section néerlandaise d'Amnesty International, qui le considère comme un précurseur. Ses efforts pour les Juifs russes durent deux ans, pendant lesquels il prend conscience des malheurs de l'antisémitisme.
Avant son départ pour la Palestine, de Haan est décrit par Ludy Giebels :
« ...En 1919, deux ans après la Déclaration Balfour, ce poète de chants juifs prit la décision logique qui en découlait et émigra en Palestine, "soucieux de travailler à reconstruire la Terre, le Peuple et la Langue", comme de Haan l'indique dans sa demande de passeport à Chaim Weizmann. La même lettre explique sa position avec aplomb. La fausse modestie n'a jamais été son fort. Avec un mélange de doutes communs à beaucoup d'émigrants sionistes, et de fierté due à sa position bien établie, de Haan écrit : "Je ne quitte pas la Hollande pour améliorer ma condition. Ni matériellement, ni intellectuellement, la vie en Palestine pourra être égale à ma vie ici. Je suis un des meilleurs poètes de ma génération, et le seul poète juif important que la Hollande ait jamais eu. Il est difficile d'abandonner tout cela..." »
« La Palestine où arrive de Haan, en janvier 1919, par un désagréable jour d'hiver orageux, était par-dessus tout un pays complexe. Sans nul doute, le pays se trouvait alors dans les conditions politiques les plus confuses possibles de cette période compliquée politiquement, au moment où la conférence de paix de Versailles était sur le point de débuter. On pourrait parler d'habitat naturel pour cet homme excentrique. C'était la "terre deux fois promise", aux Arabes lors de la Révolte arabe de 1916-1918, que T.E. Lawrence a décrite dans Les Sept Piliers de la sagesse, et aux Juifs (ou plutôt, en pratique, aux sionistes) par la déclaration Balfour appelant à la création d'une patrie juive. De Haan débarque là-bas en tant que sioniste ardent, voire fanatique. En effet, le premier rapport secret sioniste le concernant rapporte ses tonitruantes remarques anti-arabes lors d'une réunion... »

### Vie enPalestine mandataire
De Haan devient rapidement de plus en plus engagé religieusement. Il écrit abondamment sur Israël et le sionisme, même avant son installation à Jérusalem en 1919, où il fonde une nouvelle école de droit. Il envoie des articles au Algemeen Handelsblad (Journal général des affaires), un des plus importants journaux néerlandais, et au De Groene Amsterdammer (L'Amsterdam vert), un hebdomadaire libéral.
Immigrant en Palestine pour des raisons sionistes, il est reçu dans la haute société de Jérusalem, où il évolue parmi tous les groupes d'influence. Ses chroniques publiées aux Pays-Bas témoignent alors d'un sionisme militant. En 1920, il organise la défense juridique de Jabotinsky, accusé de violence anti-arabe. La fréquentation de Jabotinsky et d'autres leaders de la future droite israélienne l'amène cependant à se détourner du sionisme, dont il redoute le recours à la violence ; les dépêches qu'il publie aux Pays-Bas et en Angleterre attestent de cette progressive évolution.
Il rejoint tout d'abord le sionisme religieux et le mouvement Mizrahi mais, après sa rencontre avec le rabbin Yosef Chaim Sonnenfeld, chef de la communauté haredi, il devient le porte-parole des Haredim à Jérusalem et est élu secrétaire politique du Conseil de la communauté Harédi, Vaad Ha'ir.
Pendant ce temps, il continue à avoir des relations avec des hommes, y compris avec des Arabes de Jérusalem-Est. Des quatrains figurant dans son recueil de poésie "Kwatrijnen" (= Quatrains), publié en 1924 à Amsterdam après sa mort, font allusion à son conflit interne :
Qu'attendre à cette heure nocturne
La Ville s'est enfoncée dans le sommeil
Assis près du mur du Temple -
Dieu, ou le garçon marocain ?
Au début des années 1920, en réponse au conflit grandissant avec l'establishment sioniste séculier, les Haredim fondent une branche de l'Agoudat Israel à Jérusalem pour défendre leurs intérêts en Palestine sous mandat britannique. Le chef des Juifs haredim en Palestine, le rabbin Yosef Chaim Sonnenfeld choisit de Haan pour organiser et plaider la cause du mouvement haredi sur le plan diplomatique à égalité avec les sionistes séculiers. Quand Lord Northcliffe, un éditeur britannique, décide de visiter le Moyen-Orient, de Haan se rend à Alexandrie, en Égypte, pour lui présenter d'avance la cause des Haredim de Palestine mandataire.
« Il parla de la tyrannie du mouvement sioniste officiel. Les journalistes de l'équipe de Northcliffe vont transmettre tout cela à leur bureau avec jubilation. Résultat de cette visite, de Haan est nommé correspondant du Daily Express, petit journal anglais qui se délecte de tous les scandales. Lui qui était déjà considéré comme un volksverrader, un traître à son propre peuple, dans les cercles hollandais, voit dorénavant ses opinions largement diffusées en Grande-Bretagne et à travers tout l'Empire britannique. Bien que ses messages soient peu nombreux et courts, comparés à ses articles dans le Handelsblad (les nouvelles du Moyen-Orient dans le Daily Express concernaient plus les mystères du tombeau de Toutânkhamon dans la Vallée des rois en Égypte que la politique complexe en Palestine), les autorités sionistes aussi bien en Palestine qu'à Londres sont de plus en plus désapprobatrices. Pour eux, il y a un réel danger dans ces textes critiques provenant d'un Juif vivant et travaillant sur place. »
À partir de 1922 il travaille pour le Daily Express de Lord Beaverbrook
De Haan rencontre aussi un des chefs Hachémites Hussein ben Ali, cherchant la reconnaissance d'un État juif et l'établissement d'un État officiel palestinien en Jordanie au sein d'une fédération.
Malgré des menaces de mort, De Haan refuse de quitter la Palestine.

### Assassinat

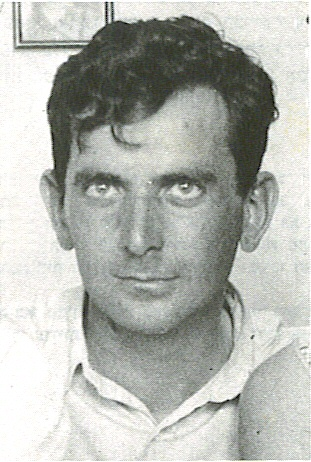
Avraham Tehomi, assassin de Jacob Israël de Haan

De Haan est assassiné le 30 juin 1924 à Jérusalem; la responsabilité de son assassinat est attribuée aux sionistes, alarmés par ses activités politiques et ses contacts avec les États arabes.
En 1923, à la suite d'une rencontre avec De Haan, l'émir Abdallah, fils du roi Hussein, se dit dans une lettre disposé à accueillir les immigrants juifs à la seule condition qu'ils ne cherchent pas à établir un État ; ce document est lu lors du congrès d'Agoudath Israël à Vienne en 1923 (il disparaîtra lors d'un cambriolage chez De Haan après son assassinat). En février 1924, le rabbin Sonnenfeld et J. De Haan soumettent au roi Hussein du Hedjaz une pétition confirmant les intentions pacifiques des juifs orthodoxes et demandant qu'ils soient représentés dans toute discussion portant sur l'avenir de la Palestine. Cette rencontre, que De Haan organise le 24 février à Amman entre une délégation de rabbins conduite par le rabbi Sonnenfeld et le roi du Hedjaz Hussein (ainsi que ses deux fils, Abdallah roi de Transjordanie et Fayçal roi d'Irak), représente un grand danger pour le mouvement sioniste.
L'assassinat a lieu après qu'un journal eut rendu publique son intention de former un mouvement antisioniste dans le cadre d'une visite qu'il prépare à Londres. De Haan souhaite en effet convaincre le nouveau gouvernement britannique de reconnaître les autorités rabbiniques restées indépendantes du mouvement sioniste.
Il est assassiné de trois balles de pistolet, à la tombée de la nuit, dans la rue Jaffa, en sortant de la prière du soir à la synagogue Shaaré Tsedek,.
Le lendemain, le colonel Frédérick Kisch - ingénieur militaire britannique et chef de l’exécutif sioniste en Palestine - se charge d’expliquer aux policiers britanniques "qu'il n'y a pas lieu d'affirmer a priori qu'il s'agit d'un crime politique, car De Haan avait beaucoup d'ennemis personnels".
En 1975 la revue Histoire de la Hagana, publiée sous la direction d'Yitzhak Ben Zvi, reconnaît que l'assassinat a bien été perpétré par la Hagana sur un ordre donné par son centre de commandement à Jérusalem (sans toutefois identifier les auteurs ni impliquer des responsables politiques).
Dans deux interviews conduites par Shlomo Nakdimon et publiés en 1984 et 1985, Avraham Tehomi reconnaît avoir préparé et commis l'assassinat.
En 1985, la publication en hébreu de De Haan : le premier assassinat politique en Palestine, par Shlomo Nakdimon et Shaul Mayzlish, réveille un grand intérêt pour son assassinat. Nakdimon et Mayzlish ont pu retracer le parcours de l'assassin, Avraham Tehomi (1903-1990), devenu homme d'affaires à Hong Kong. Tehomi, interviewé pour la télévision israélienne par Nakdimon, déclare : « J'ai fait ce que la Haganah avait décidé et qui devait être fait. Et rien n'a été fait sans l'ordre de Yitzhak Ben-Zvi (qui sera le second président d'Israël 1952-1963)... Je n'ai pas de regrets car il (de Haan) voulait détruire toute notre conception du sionisme. » (Nakdimon)
Quarante ans après l'assassinat, David Tidhar, un membre de la police britannique au moment des faits, et qui, responsable de la zone de Mahané Yehouda, était également membre de la Hagana, revendiqua fièrement sa participation.

### Conséquences et commémorations

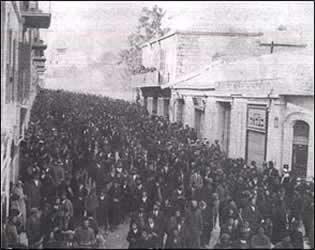
Enterrement de De Haan

Le meurtre de De Haan est considéré comme le premier assassinat politique dans la communauté juive en Palestine mandataire. Ses activités étaient perçues comme sapant la lutte pour l'établissement d'un État juif, mais son assassinat déclenche une controverse et est fermement condamné par certains sionistes. Le journaliste du mouvement travailliste Moshe Beilinson écrit alors :
« Le drapeau de notre mouvement ne doit pas être souillé. Ni par le sang de l'innocent, ni par le sang du coupable. Sinon il sera sur la mauvaise voie, car le sang attire le sang. Le sang prend toujours sa revanche, et si on emprunte ce chemin, on ne sait jamais où il peut mener. »
L'auteur allemand Arnold Zweig publie en 1932 un livre inspiré de la vie de De Haan intitulé De Vriendt kehrt heim (littéralement : « De Vriendt rentre chez lui », dont le titre français est "Un meurtre à Jérusalem : l'affaire de Vriendt"). Le livre "Notzot" de l'écrivain israélien Haim Beer, paru en 1979 et traduit en anglais sous le titre "Feathers", contient aussi un personnage basé sur de Haan.
Dans les milieux haredi, de Haan est considéré comme un martyr abattu par les Juifs séculiers alors qu'il protégeait la religion juive. Dans les années 1980, la communauté haredi de Jérusalem tente de renommer le jardin Zupnik pour honorer de Haan, fermant les yeux sur son homosexualité et ses relations avec de jeunes Arabes. Tehomi a toujours nié que l'assassinat de De Haan ait eu pour origine son homosexualité : « Je ne l’avais jamais entendu dire, je n'étais pas au courant... Ce qu’il fait chez lui ne concerne que lui. ».

### Les Pays-Bas
Bien que la renommée de De Haan ait décliné après sa mort, son œuvre a été publiée et réimprimée de façon pratiquement constante. Même sous l'occupation nazie, son ami David Koker réussit à publier un petit recueil de ses Brieven uit Jeruzalem (Lettres de Jérusalem). En 1949, un comité est fondé dans le but de publier une édition complète de ses poèmes, ce qui sera fait en 1952. L'Association Jacob Israël de Haan se charge de la publication de ses aphorismes et de sa correspondance, ainsi que d'un mémoire écrit par sa sœur Mies de Haan. Dans les années 1960 sont publiées deux bibliographies et, après 1970, un réel regain d'intérêt le concernant suscite toute une série de publications. Plusieurs de ses écrits juridiques et sémantiques sont publiés, ainsi que ses romans et ses premiers écrits en prose, retrouvés dans d'obscurs magazines. Des douzaines d'éditions pour bibliophiles rendent hommage à ses poèmes et ses esquisses en prose. Les nombreux articles sur sa vie engendrent d'ardents débats. Un important volume de sa correspondance sur la courte période 1902-1908, publié en 1994, apporte un éclairage nouveau sur sa vie, mais une bibliographie complète reste à écrire.
Ces dernières années ont vu le jour, aux Pays-Bas, divers projets, festivals et pièces de théâtre commémorant la vie et l'œuvre de Jacob Israël de Haan. Un vers de son poème Aan een Jongen Visscher (À un jeune pêcheur) : « Naar vriendschap zulk een mateloos verlangen » (« Habité d’un démesuré désir d’amitié »), est ciselé sur les trois côtés du triangle rose de granit que forme le Homomonument à Amsterdam, un des premiers monuments au monde commémorant les déportés homosexuels par les nazis pendant la Seconde Guerre mondiale.

## Publications

### Poésie
- 1900-1908 - De Haan publie de la poésie dans différents magazines ; ses premiers poèmes n'ont jamais été rassemblés dans un livre.
- 1914 - Libertijnsche liederen ('Chants libertins')
- 1915 - Het Joodsche lied. Eerste boek ('Chants juifs, premier livre')
- 1917 - Liederen ('Chants')
- 1919 - Een nieuw Carthago (une adaptation rimée du roman La Nouvelle Carthage de Georges Eekhoud, Carthage est une métaphore d'Anvers).
- 1921 - Het Joodsche lied. Tweede boek ('Chants juifs, second livre')
- 1924 - Kwatrijnen ('Quatrains')
- 1952 - Verzamelde gedichten ('Œuvres complètes') ; poésie complète de 1909 à 1924, en deux volumes, édités par K. Lekkerkerker
- 1982 - Ik ben een jongen te Zaandam geweest ('J'étais un garçon à Zaandam'), anthologie éditée par Gerrit Komrij

### Prose
- 1904 - Pijpelijntjes (dernière édition en 2006)
- 1904 - Kanalje (Canaille ; réédition en 1977)
- 1907 - Ondergangen (Perditions ; réédition en 1984)
- 1905-1910 - Nerveuze vertellingen (Contes nerveux, publiés dans différents magazines, rassemblés pour la première fois en 1983)
- 1907-1910 - Besliste volzinnen (Sentences arrêtées, aphorismes publiés dans différents magazines, rassemblés pour la première fois en 1954)
- 1908 - Pathologieën. De ondergang van Johan van Vere de With (Pathologies. La perdition de Johan van Vere de With ; dernière édition en 2003)

### Droit
- 1916 - Wezen en taak der rechtskundige significa. Discours inaugural
- 1916 - Rechtskundige significa en hare toepassing op de begrippen: 'aansprakelĳk, verantwoordelĳk, toerekeningsvatbaar' (dissertation)
- 1919 - Rechtskundige significa

### Journalisme
- 1913 - In Russische gevangenissen (Dans les prisons russes)
- De Palestine, de Haan a envoyé de nombreux textes et articles au journal hollandais Algemeen Handelsblad. Ces articles n'ont à ce jour jamais été regroupés pour former un livre, mais forment plusieurs recueils :
- 1922 - Jeruzalem
- 1925 - Palestina avec une introduction de Carry van Bruggen
- 1941 - Brieven uit Jeruzalem ('Lettres de Jérusalem'), éditées par David Koker
- 1981 - Jacob Israël de Haan - correspondent in Palestina, 1919-1924. Regroupés et édités par Ludy Giebels

### Correspondance
- 1994 - Brieven van en aan Jacob Israël de Haan 1899-1908. Correspondance de et à de Haan, éditée par Rob Delvigne et Leo Ross

## Sources
1. ↑  « https://pid.uba.uva.nl/ark:/88238/b261 » (consulté le 10 décembre 2024)
2. ↑  (en) Archives Rosenthaliana sur Jacob Israël de Haan ; auteur : Marijke T.C.Stapert-Eggen ; éditeur : Bibliothèque de l'Université
3. 1 2  (en) Jacob Israël de Haan: sexology, poetry, politics ; auteur: Gert Hekma ; éditeur : université du Queensland, Centre for the History of European Discourses
4. ↑  Michael Rosenfeld, “L’amitié homo-littéraire de Georges Eekhoud et de Jacob Israël de Haan. “Je suis profondément heureux que vous êtes mon ami“”, in: « Amitiés vives » : littérature et amitié dans les correspondances d’écrivains, Régine Battiston, Nikol Dziub en Augustin Voegele (dir.), ÉPURE - Éditions et presses universitaires de Reims, 2022, p. 141-154 (DOI 10.34929/KTWV-SC72, lire en ligne, consulté le 29 janvier 2024)
5. ↑  Georges Eekhoud, in: Pathologieën, de ondergangen van Johan van Vere de With, (1908) ; La Haye, Kruseman's Uitgeversmaatschappij, 1975, pages VII-X
6. ↑  Wordt vervolg magazine d'Amnesty International, Pays-Bas, numéro de mars 1987
7. 1 2  (en) On de Haan ; auteur: Ludy Giebels ; éditeur: Exquisite Corpse ; consulté le 2 juillet 2008
8. ↑  Yakov M. Rabkin, Au nom de la Torah. Une histoire de l'opposition juive au sionisme, Les presses de l'université de Laval, 2005, p.146-147.
9. ↑  (en) Guardian of Jerusalem: The Life and Times of Rabbi Yosef Chaim Sonnenfeld ; auteur : Shlomo Zalman Sonnenfeld ; adapté par Hillel Danziger ; éditeur : Mesorah Publications ; Brooklyn ; 1983 ;  (ISBN 0899064582)
10. ↑  (en) Pink, white and blue Bienvenue au Congrès mondial des organisations juives des gays, lesbiennes, bisexuels et transsexuels
11. ↑  Tim Sontheimer (2016) Bringing the British back in: Sephardim, Ashkenazi anti-Zionist Orthodox and the policy of Jewish unity, Middle Eastern Studies, 52:2, 165-181, DOI 10.1080/00263206.2015.1084295
12. ↑  Rabkin 2005, p. 147.
13. ↑  Walter Laqueur : Le sionisme, t. II, p.598 & suiv. éd. Gallimard, Tel, 1994,  (ISBN 2070739929)
14. ↑  Rabkin 2005, p. 157.
15. 1 2  Marius Schattner, Israël, l'autre conflit. Laïcs contre religieux, Bruxelles, André Versaille, 2008, p.189.
16. ↑  Rabkin 2005, p. 147 et 159.
17. 1 2  Rabkin 2005, p. 148.
18. ↑  Schattner 2008, p. 188-189.
19. 1 2  Schattner 2008, p. 190.
20. ↑  (he) De Haan: ha-retsah ha-politi ha-rishon be-Erets Yisrael ('De Haan : le premier assassinat politique en Palestine') ; auteur: Shlomo Nakdimon et Shaul Mayzlish ; éditeur: Modan Press ; Tel Aviv ; 1985 ; oclc=21528172
21. ↑  (en) Jacob Israël de Haan, the outsider ; Hans Hafkamp ; journal Gay News numéro 137 du 14 janvier 2003 ; éditeur: Gay International Press & Foundation G Media ; Amsterdam ; consulté le 8 janvier 2008